# Abu-l-Múthir al-Bahlawí
Abu-l-Múthir as-Salt ibn Khamís al-Bahlawí al-Umaní, més conegut simplement com a Abu-l-Múthir al-Bahlawí (segle ix) fou un historiador ibadita nadiu de Bahla a Oman, anterior a Ibn Baraka. Fou partidari de l'imam as-Salt ibn Màlik, imam que fou deposat el 886/887.
Entre les seves obres:
- Al-Ahdath wa-l-sifat (història d'Oman en temps de l'imam as-Salt ibn Màlik)
- Al-Bayan wa-l-burhan (sobre la institució de l'imamat)
- Al-Sira (biografies de destacats ibadites)
- Tafsir al-khamsi mi'at aya (versos)